# Macon (Illinois)
Macon est une ville de l'Illinois située dans le comté de Macon, aux États-Unis.

## Source
- (en) Cet article est partiellement ou en totalité issu de l’article de Wikipédia en anglais intitulé « Macon, Illinois » (voir la liste des auteurs).